# Rue Vandrezanne
La rue Vandrezanne est une voie du 13e arrondissement de Paris située dans le quartier de la Maison-Blanche.

## Situation et accès
La rue Vandrezanne est desservie à proximité par la ligne 7 à la station Tolbiac.

## Origine du nom
Cette voie est nommée d'après le nom du propriétaire des terrains. Ce propriétaire a accepté de céder son terrain à la condition que son nom soit attribué à la voie ad vitam aeternam. Ce nom est épelé Vendrezanne sur la carte du nouveau Paris de 1879.

## Historique
La rue, ouverte à la fin du XVIIIe siècle sur le territoire de la commune de Gentilly, est visible sur le plan cadastral de 1811.
Elle est intégrée à la ville de Paris en 1863 et donne accès à la partie orientale de la Butte-aux-Cailles depuis l'avenue d'Italie en débouchant sur la place Paul-Verlaine. Cette rue qui forme un coude est devenue piétonnière dans sa partie la plus proche de la rue Bobillot.
Avant la construction du complexe commercial Italie Deux, la voie était bordée de petits immeubles abritant des ateliers, pourvus de cours intérieures. 

## Bâtiments remarquables et lieux de mémoire
- École maternelle et élémentaire Vandrezanne.

## Usage dans la fiction
- le troisième volet des Contes de la Pieuvre de Gess.